# Robert Soszyński
Robert Marian Soszyński (ur. 8 września 1964 w Warszawie) – polski menedżer, urzędnik i samorządowiec, w latach 2006–2010 przewodniczący Sejmiku Województwa Mazowieckiego, w latach 2006–2008 burmistrz Mokotowa, w latach 2018–2021 zastępca prezydenta m.st. Warszawy.

## Życiorys
Absolwent fizyki technicznej i matematyki stosowanej na Politechnice Warszawskiej (1991). Doktoryzował się w 2014 w zakresie nauk społecznych na Akademii Humanistycznej im. Aleksandra Gieysztora w Pułtusku. Przez kilkanaście lat zasiadał w radzie nadzorczej Pałacu Kultury i Nauki, a także m.in. Mazowieckiego Regionalnego Funduszu Pożyczkowego. Był naczelnikiem wydziału kultury i edukacji warszawskiej dzielnicy Mokotów, kierował TBS na Mokotowie i Bemowie.
W wyborach samorządowych w 1998 bezskutecznie ubiegał się o mandat radnego Mokotowa z listy Akcji Wyborczej Solidarność (jako kandydat Stronnictwa Konserwatywno-Ludowego). Z ramienia Platformy Obywatelskiej bez powodzenia ubiegał się o mandat radnego Rady m.st. Warszawy w wyborach samorządowych w 2002. W lutym 2006 został burmistrzem warszawskiej dzielnicy Mokotów. Zasiadał w radzie krajowej PO oraz w jej warszawskich i mazowieckich władzach. W lipcu 2008 zakończył pełnienie funkcji burmistrza i objął stanowisko prezesa spółki Ciech Service, odpowiedzialnej za nieruchomości i park samochodowy spółki Ciech. W 2006 z listy PO uzyskał mandat radnego Sejmiku Województwa Mazowieckiego III kadencji, od 2006 do 2010 pełnił funkcję jego przewodniczącego. W 2010 nie ubiegał się o reelekcję do sejmiku.
W grudniu 2008 został bez konkursu mianowany prezesem państwowej spółki PERN „Przyjaźń”, odpowiedzialnej za rurociągi naftowe oraz składowanie ropy. Kierował nią do czasu swojego odwołania w styczniu 2012. Przez ponad 2 lata był dyrektorem zarządzającym grupy brokerskiej Greco. W kwietniu 2015 został wiceprezesem Polskiego LNG, odpowiedzialnego m.in. za budowę świnoujskiego gazoportu. Pełnił tę funkcję do grudnia 2015.
23 listopada 2018 został powołany przez prezydenta Rafała Trzaskowskiego na stanowisko zastępcy prezydenta m.st. Warszawy z dniem 1 grudnia 2018. Wszedł także w skład rady nadzorczej spółki Koleje Mazowieckie. W sierpniu 2021 złożył rezygnację, która została przyjęta. W tym samym roku wszedł w skład rady nadzorczej Rockbridge TFI. W 2024 został wiceprezesem zarządu Orlenu do spraw strategii i zrównoważonego rozwoju, a także członkiem rady nadzorczej spółki System Gazociągów Tranzytowych „EuRoPol Gaz”.

## Odznaczenia
W 2010 odznaczony Złotym Krzyżem Zasługi.

## Życie prywatne
Żonaty, ma syna. Uprawiał kung-fu.